# أرتور بيرام
أرتور بيرام (بالعبرية: ארתור בירם) (13 أغسطس 1878 – 5 يونيو 1967) فيلسوف ولغوي وتربوي إسرائيلي.

## حياته
ولد بيرام في بيشوفسفيردا في ساكسونيا في ألمانيا في عام 1878، لرجل أعمال متوسط. التحق بالمدرسة في هيرشبرغ في سليزيا. وله أخت هي إلزه بودنهايمر بيرام وهي عالمة اجتماع مشهورة.
درس اللغات ومنها اللغة العربية، في جامعات برلين ولايبزغ، وحصل على درجة الدكتوراه من جامعة لايبزغ عام 1902، بأطروحة عن أبو الرشيد النيسابوري. وعمل مدرسا للغات والأدب في ثانوية برلين في غراون كلوستر.
وكان بيرام أحد مؤسسي نادي باركوخبا، وعضوا في تيار «عزرا» الديني الألماني الليبرالي، والذي أولى اهتماما بالتعليم الثانوي.
وفي عام 1913 هاجر إلى فلسطين تحت الحكم العثماني.

## مهنته كتربوي
أسس بيرام مدرسة ريالي العبرية في حيفا في عام 1913، وعين أول مديرا لها، لكن بعد عدة شهور اندلعت الحرب العالمية الأولى، وجُند بيرام في الجيش الألماني وتمركز في أفولا. وعاد في عام 1919 إلى المدرسة.
كجزء من فلسفته التعليمية أدخل بيرام في عام 1937 تدريبات الهاجاناه وهي ميليشيات عسكرية يهودية، إلى المنهج التعليمي للبنات في مدرسة ريالي العبرية في حيفا، وكان ذلك الأساس في اعتماد تجنيد النساء في الهاجاناه ولاحقا في الجيش الإسرائيلي.
استقال في عام 1948 من منصبه كمدير.
توفي في حيفا في عام 1967.

## جوائز
حصل على جائزة إسرائيل في مجال التعليم في عام 1954.